# Jo Siffert
Joseph Siffert (Freiburg, Svájc, 1936. július 7. – Brands Hatch, Egyesült Királyság, 1971. október 24.) svájci autóversenyző, volt Formula–1-es pilóta.
Siffertet megbízható és gyors versenyzőnek tartották, már a pályafutása elején. Néhány korabeli versenyzőtársához hasonlóan ő is nagy sikereket ért el sportautó kategóriában.

## Formula–1
Formula–1-es pályafutása 1962-ben kezdődött a Lotus csapatnál, első győzelmét hat évvel később a brit nagydíjon szerezte meg egy Lotus-Ford volánjánál. Elmondása szerint ez volt az első versenyképes autó, amellyel Formula–1-es pályafutása során versenyzett. Az 1971-es évadban Ausztriában egy újabb győzelmet szerzett. 

## Halála
A versenyzők fizetése ekkor még nem volt olyan magas, mint ma, ezért a világbajnokságtól független versenyeken is részt vettek. Ilyen verseny volt a Race of Champions Brands Hatchben, ahol Siffert autója technikai okokból kicsúszott, a pilóta bent égett a BRM roncsaiban.

## Eredményei

### Teljes Formula–1-es eredménysorozata
(Táblázat értelmezése)

(Félkövér: pole-pozícióból indult; dőlt: leggyorsabb kört futott) 

| Év   | Csapat                                  | 1      | 2      | 3      | 4      | 5      | 6      | 7       | 8      | 9      | 10     | 11     | 12    | 13     | Helyezés | Pont |
| ---- | --------------------------------------- | ------ | ------ | ------ | ------ | ------ | ------ | ------- | ------ | ------ | ------ | ------ | ----- | ------ | -------- | ---- |
| 1962 | Ecurie Nationale Suisse                 | NED    | MON NK |        |        |        |        |         |        |        |        |        |       |        | 27.      | 0    |
| 1962 | Ecurie Filipinetti                      |        |        | BEL 10 | FRA Ki | GBR    | GER 12 | ITA NK  | USA    | RSA    |        |        |       |        | 27.      | 0    |
| 1963 | Siffert Racing Team                     | MON Ki | BEL Ki | NED 7  | FRA 6  | GBR Ki | GER 9  | ITA Ki  | USA Ki | MEX 9  | RSA    |        |       |        | 14.      | 1    |
| 1964 | Siffert Racing Team                     | MON 8  | NED 13 | BEL Ki | FRA Ki | GBR 11 | GER 4  | AUT Ki  | ITA 7  |        |        |        |       |        | 10.      | 7    |
| 1964 | Rob Walker Racing Team                  |        |        |        |        |        |        |         |        | USA 3  | MEX Ki |        |       |        | 10.      | 7    |
| 1965 | Rob Walker Racing Team                  | RSA 7  | MON 6  | BEL 8  | FRA 6  | GBR 9  | NED 13 | GER Ki  | ITA Ki | USA 11 | MEX 4  |        |       |        | 12.      | 5    |
| 1966 | Rob Walker Racing Team                  | MON Ki | BEL Ki | FRA Ki | GBR Hn | NED Ki | GER    | ITA Ki  | USA 4  | MEX Ki |        |        |       |        | 14.      | 3    |
| 1967 | Rob Walker Racing Team / Jack Durlacher | RSA Ki | MON Ki | NED 10 | BEL 7  | FRA 4  | GBR Ki | GER Ki  | CAN Ni | ITA Ki | USA 4  | MEX 12 |       |        | 12.      | 6    |
| 1968 | Rob Walker Racing Team / Jack Durlacher | RSA 7  | ESP Ki | MON Ki | BEL 7  | NED Ki | FRA 11 | GBR 1   | GER Ki | ITA Ki | CAN Ki | USA 5  | MEX 6 |        | 7.       | 12   |
| 1969 | Rob Walker Racing Team / Jack Durlacher | RSA 4  | ESP Ki | MON 3  | NED 2  | FRA 9  | GBR 8  | GER 6†  | ITA 8  | CAN Ki | USA Ki | MEX Ki |       |        | 9.       | 15   |
| 1970 | March                                   | RSA 10 | ESP NK | MON 8  | BEL 7  | NED Ki | FRA Ki | GBR Ki  | GER 8  | AUT 9  | ITA Ki | CAN Ki | USA 9 | MEX Ki | 26.      | 0    |
| 1971 | BRM                                     | RSA Ki | ESP Ki | MON Ki | NED 6  | FRA 4  | GBR 9  | GER Kiz | AUT 1  | ITA 9  | CAN 9  | USA 2  |       |        | 5.       | 19   |

## Külső hivatkozások
- Profilja a grandprix.com honlapon (angolul)
- Profilja a statsf1.com honlapon (angolul)

1. ↑  Német Nemzeti Könyvtár: Integrált katalógustár (Németország) (német nyelven). Integrált katalógustár (Németország) . (Hozzáférés: 2014. április 27.)